# Marcelo Larraquy
Marcelo Alejandro Larraquy es un historiador, periodista, escritor, guionista y profesor argentino, ganador del Diploma al Mérito 2007 y 2017 de la Fundación Konex.

## Trayectoria
Escribió artículos para los diarios Crítica (Argentina), El País y Diario 16 (España) y las revistas Guerin Sportivo (Italia), Don Balón (España) [cita requerida]y Rolling Stone (Argentina). Fue subeditor de la revista Noticias durante 8 años.
Escribió guiones de biografías y documentales para programas de televisión. Su último libro es La Guerra Invisible. El último secreto de Malvinas. El resto de su obra puede verse en el sitio de www.megustaleer.com.ar Además como guionista es creador de la serie 9mm,
Estudió la carrera de Historia en la Facultad de Filosofía y Letras (UBA), y se graduó con la tesis "El Ejército Montonero".
Fue docente de periodismo en la Universidad de Belgrano (UB) y en la Universidad de Buenos Aires (UBA) y en la Universidad Torcuato Di Tella (UTDT).
En sus trabajos se dedica a estudiar la historia argentina de la década del sesenta y setenta.

## Obra
- 2000, Galimberti. De Perón a Susana. De Montoneros a la CIA. Editorial Aguilar. ISBN 9789870416005.
- 2003, López Rega, la biografía. Editorial Sudamericana. ISBN 9789500724418.
- 2006, Fuimos soldados. Editorial Aguilar. ISBN 9870405452.
- 2009, Marcados a fuego. La violencia en la historia argentina. Editorial Aguilar. ISBN 9789870412526.
- 2010, De Perón a Montoneros (Marcados a fuego II). Editorial Aguilar. ISBN 9789870414896.
- 2011, López Rega. el peronismo y la Triple A. Editorial Aguilar. ISBN 9789870417323.
- 2013, Los 70. Una historia violenta (Marcados a fuego III). Editorial Aguilar. ISBN 9789870428527.
- 2013, Recen por él. Editorial Sudamericana. ISBN 9789500745857.
- 2016, Código Francisco, Editorial Sudamericana.
- 2017, Argentina. Un siglo de violencia política: 1890-1990. De Roca a Menem. La historia del país. Editorial Sudamericana. ISBN 9789500757553
- 2017, Primavera Sangrienta Argentina 1970-1973. Editorial Sudamericana. ISBN 9789500759908
- 2019, Los días salvajes, Editorial Sudamericana.
- 2020, "La Guerra Invisible. El último secreto de Malvinas". Editorial Sudamericana.
- 2025, Gordon. Editorial Sudamericana. ISBN 9789500771719